# Space (Zeitschrift)
Space – Das Weltraum-Magazin ist ein zweimonatlich im Verlag eMedia GmbH (einer Heise-Tochter) erscheinendes Magazin. Thematisch befasst sich das Magazin mit Astronomie, Raumfahrt und Sternenbeobachtung. Es handelt sich um ein Lizenzprodukt des britischen Verlages Imagine Publishing und dessen Magazins All About Space. Zielgruppe sind Erwachsene und weltrauminteressierte Jugendliche.
Das Magazin wird seit 2013 herausgegeben und erschien ursprünglich bei Heise Medien. Meedia wertete die Erstausgabe als „unterhaltsames und vor allem optisch ansprechendes Heft“. Es sollte mit 52.000 Exemplaren in Deutschland, Österreich und der Schweiz vertrieben werden. Chefredakteur war Wolfgang Koser.
Im Jahr 2020 begann die Website mit der Bereitstellung von Rezensionen und Beiträgen der australischen Magazine Hi-Fi und Sound+Image, nachdem diese von Future übernommen wurden.